# Punto y Hora de Euskal Herria
Punto y Hora de Euskal Herria (1976-1990) fue una revista semanal de temática política vinculada a la izquierda abertzale. Editada en dos épocas, la primera en Pamplona y la segunda en San Sebastián, sufrió diversos episodios de censura, con enjuiciamiento de sus directores a pesar de su posición contra todo tipo de violencia. Era bilingüe con predominio del castellano respecto al euskera. Vendida en el País Vasco y Navarra, abordaba noticias sobre los territorios de Euskal Herria.

## Historia
Fue publicada por primera vez en Pamplona en abril de 1976 bajo la dirección de Mirentxu Purroy Ferrer, que un año después participaría en las conversaciones de Chiberta entre todas las fuerzas del nacionalismo vasco en plena transición española. Entre los colaboradores podemos encontrar al lingüista levantino José María Sánchez Carrión. 
El primer número secuestrado por las autoridades gubernativas fue el 10, por una editorial sobre la amnistía. En septiembre la directora sufrió amenazas de muerte, para ser encarcelada en diciembre de ese mismo año acusada de injurias a las Fuerzas Armadas por la publicación de una carta. La misma protagonista explica las causas de su detención y Consejo de Guerra que se le aplica:

Era una carta de un espontáneo que contaba cómo había sido la fiesta de los gansos en Lequeitio. Entró la Guardia Civil a saco, masacró a familias enteras, entró en bares, a una señora embarazada la golpearon y casi dio a luz en la calle. El remitente va relatando una carta muy sucinta. Yo la publico y a partir de ahí, como la Guardia Civil era militar, me hacen un consejo de guerra militar. Tuve que recuperar datos para el juicio. Me ayudó muchísimo el médico de Lequeitio. Él me dijo: "Yo atendí a los heridos, todo es cierto". Sólo que a mí me llevan a la cárcel y me hacen un consejo de guerra militar. Luego me amnistiaron, afortunadamente, porque, si no, me esperaban catorce años de cárcel.
Mirentxu Purroy. Izaro News, junio de 2008.

El 5 de octubre de 1977 sufrió un atentado con bomba reivindicado por la Alianza Apostólica Anticomunista (Triple A) de extrema derecha que destruyó completamente la redacción de Pamplona. La directora y el gerente acababan de abandonar la misma media hora antes. Hoy se sabe que las organizaciones terroristas de extrema derecha estaban relacionadas con los servicios secretos españoles, como confesó antes de morir José Antonio Sáenz de Santamaría, el que fue significado militar y responsable de las fuerzas policiales durante la transición política española.
Es de destacar la reacción de la revista tras el atentado. Gracias a los diarios Egin y Deia, que les ofrecieron sus locales, pudieron preparar el siguiente número. Cuando cerraban el número conocieron el asesinato del presidente de la Diputación Provincial de Vizcaya Augusto Unceta y sus dos guardaespaldas, por lo que insertaron una doble portada, colocando por fuera la referida a este último atentado y el siguiente editorial titulado «¡Basta ya!»:

Una ráfaga de violencia intermitente, iniciada con el atentado a El Papus, seguida por el ametrallamiento del capitán Herguedas, el taxista guipuzcoano, la bomba a nuestra revista, ha culminado con las muertes del Presidente de la Diputación de Vizcaya y dos miembros de su escolta.

La irracionalidad que abarcó todos los campos de la vida en la dictadura, se manifestó en una sorda y constante represión que fue contestada en Euskadi desde la aparición de ETA, originándose una cadena de represión-acción-represión. Este detonante en un pueblo esencialmente pacífico, hirió en principio sus conciencias. Paulatinamente fue instalándose un respeto y apoyo  a quienes combatían el fondo de aquella torturante ceguera.

La original represión que tan conscientemente se escondió a todo el resto del Estado —se vivió y se murió en el anonimato— ha sido colectivamente rechazada en las urnas. Los votos han permitido poder decir, de manera legal, que se deseaba salir del infierno. El cuerpo entero de Euskal Herria de extremo a extremo, ha dicho un no rotundo a la cadena. Desde el umbral de la aceptación de una nueva situación, asumida con esperanza de cambio, debe partir el análisis para la acción política.

ETA debe autocriticarse y tener la valentía de admitir que su protagonismo ha concluido. Ahora es el pueblo quien está rigiendo su futuro. Lo prueban sus movilizaciones populares, la participación activa en los actos convocados por sus partidos, la reclamación unánime de elecciones municipales, amnistía, estatuto de autonomía; la celebración conjunta y masiva del aniversario de la constitución del Gobierno Vasco. Todo indica el cambio sociológico y la nueva forma política que decisivamente ha adoptado el País. De la no aceptación de este hecho, ETA puede convertirse en el azote de su pueblo, y paradójicamente, dejar el camino franco a la ultraderecha fascista del viejo orden establecido, que nos ofrece el peor de los mundos. Precisamente del que se quiere salir.

Se ha querido presentar como nueva esta última violencia, cuando tristemente no ha dejado  de ser la constante que ha anegado a este pueblo. El nuevo premio Nobel de la Paz “Amnesty International”, es el testigo contundente, con sus abultados dossiers del País Vasco de lo que aquí sigue sucediendo. Hoy el mundo lo conoce, y esta denuncia ante las naciones puede ayudar a poner fin a una historia que queremos zanjar. Amnistía, borrón y cuenta nueva, sin mezquindad.

Los partidos, con sosiego, pueden limar sus discrepancias, suprimiendo andanadas que escuecen y abren abismos. Se hace necesario alcanzar formas de mutua cooperación. De lo contrario, la posibilidad de arrastrar  a un pueblo esperanzado al desfile de sufrimientos innecesarios, puede ser un hecho.

Atrincherarse en la razón única e inamovible, es potenciar el subjetivismo a ultranza. Abordar la autocrítica ayudaría a clarificar y a asumir a cada ideología su papel y su responsabilidad. Un pacto de no agresión entre todos nos pondría en el camino del respeto máximo.

Eliminar el peligro del fascismo significa fundamentalmente suprimir aquellas contradicciones en su doble aspecto: estructural y sicológico. Por un lado, denunciando la permanencia de unas estructuras franquistas, con su concepción “iluminista y mesiánica”, y toda su rémora que inmoviliza el proceso hacia la democracia. Por otra, revisar y autodiagnosticar aquellas acciones y actitudes que en tiempos pasados obtuvieron consenso, prestigio y fuerza por su objeto liberador. Pero que hoy han quedado invalidadas, y apremia adecuarlas al quehacer político que la conciencia colectiva está marcando. Que quede para los irracionales de la violencia el ¡Basta ya!. Y para nuestro pueblo el timón del barco a toda máquina, con el entusiasmo de sentirnos juntos para reconstruir nuestra casa.
Editorial del número 57. 19 de octubre de 1977.

En enero de 1979 se cerró su publicación hasta abril del mismo año en que se empezó una nueva etapa con su edición en San Sebastián y un nuevo director, Xabier Sánchez Erauskin.
En febrero de 1981, tras la muerte de Joxe Arregui, torturado por la policía, el semanario volvió a ser secuestrado. En este mismo mes el director fue acusado de injurias al rey por un artículo en relación con la visita del rey de España Juan Carlos I a la Casa de Juntas de Guernica con el título “Paseíllo y espantá”. El "paseíllo" por esta visita y la "espantá" por la dimisión reciente de Adolfo Suárez en el mes de enero. Fue condenado por ello a un año de prisión, ingresando en el 15 de abril de 1983, dejando la dirección de la revista y salió de la misma en enero del año siguiente.
En junio de 1983, la revista volvió a ser secuestrada por supuestas injurias al entonces presidente del Gobierno Felipe González y al ministro del Interior José Barrionuevo.